# Río Sigatoka
Río Sigatoka (en inglés: Sigatoka River, en hindi de Fiyi: Sigatoka Naddi) es el nombre que recibe un río que se encuentra en la isla de Viti Levu en Fiyi y tiene su origen en el lado occidental del monte Victoria, fluyendo por 120 kilómetros hasta la costa entre las cordilleras centrales y occidentales. Es el principal medio de transporte en algunas partes del interior de la isla.
Las dunas de Sigatoka se encuentran en la desembocadura del río.